# Krulak-Mendenhall-Mission

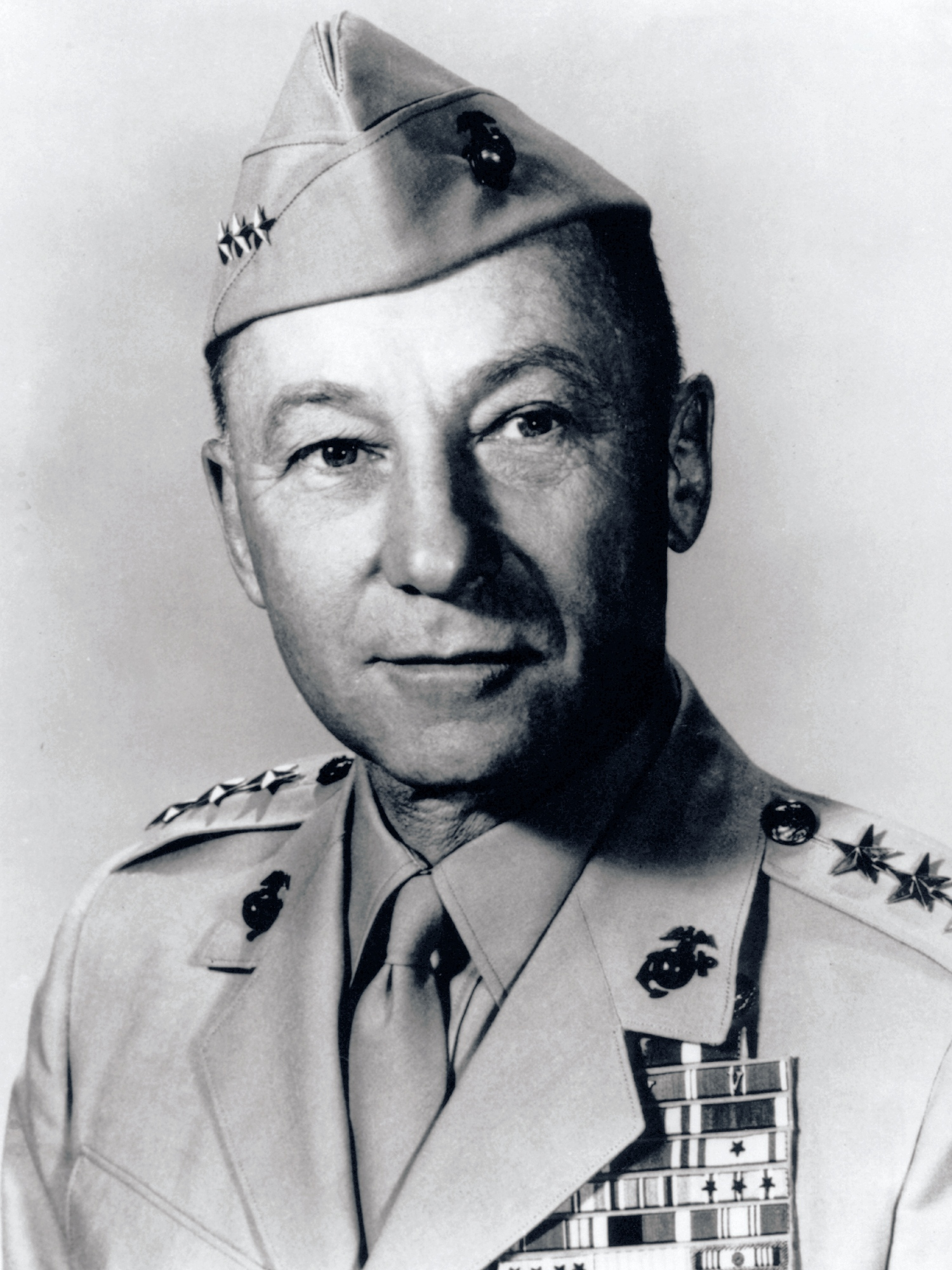
General Victor Krulak vom United States Marine Corps

Die Krulak-Mendenhall-Mission war eine Erkundungsexpedition, die von der Kennedy-Regierung Anfang September 1963 nach Südvietnam entsandt wurde. Der erklärte Zweck der Expedition bestand darin, den Verlauf des Krieges des südvietnamesischen Regimes und seiner US-Militärberater gegen den Vietcong- Aufstand zu untersuchen. Die Mission wurde von Victor Krulak und Joseph Mendenhall geleitet. Krulak war Generalmajor im United States Marine Corps, während Mendenhall ein hochrangiger Beamter des Auswärtigen Dienstes mit Erfahrung im Umgang mit vietnamesischen Angelegenheiten war.

## Geschichte
Die viertägige Blitzreise begann am 6. September 1963, am selben Tag wie eine Sitzung des Nationalen Sicherheitsrats (NSC), und erfolgte im Zuge zunehmend angespannter Beziehungen zwischen den Vereinigten Staaten und Südvietnam. In Südvietnam kam es zu sozialen Unruhen, als buddhistische Demonstrationen gegen die religiöse Diskriminierung durch das katholische Regime von Präsident Ngô Đình Diệm eskalierten. Nach den Überfällen auf buddhistische Pagoden am 21. August, bei denen mehrere Hundert Menschen ums Leben kamen, genehmigten die USA in einem Telegramm an den US-Botschafter Henry Cabot Lodge Jr. Ermittlungen zu einem möglichen Putsch.
In ihren Eingaben an den NSC präsentierte Krulak einen optimistischen Bericht über den Verlauf des Krieges, während Mendenhall ein düsteres Bild militärischen Versagens und öffentlicher Unzufriedenheit zeichnete. Krulak ignorierte die Unterstützung der Bevölkerung für den Vietcong, da er der Ansicht war, dass der Einsatz der vietnamesischen Soldaten vor Ort durch das Unbehagen der Öffentlichkeit gegenüber der Politik Diệms nicht beeinträchtigt würde. Mendenhall konzentrierte sich darauf, die Stimmung in der städtischen Bevölkerung Vietnams einzuschätzen und kam zu dem Schluss, dass Diệms Politik die Möglichkeit eines religiösen Bürgerkriegs erhöhte und die Südvietnamesen glauben ließ, dass das Leben unter dem Vietcong ihre Lebensqualität verbessern würde. Aufgrund der unterschiedlichen Berichte fragte US-Präsident John F. Kennedy seine beiden Berater: „Sie haben doch dasselbe Land besucht, oder?“
Der nicht schlüssige Bericht war Gegenstand heftiger und persönlicher Debatten unter Kennedys leitenden Beratern. Es wurden verschiedene Vorgehensweisen gegenüber Vietnam diskutiert, wie etwa die Förderung eines Regimewechsels oder die Ergreifung einer Reihe gezielter Maßnahmen, um den Einfluss von Ngô Đình Nhu, Diệms Bruder und wichtigstem politischen Berater, zu schwächen. Nhu und seine Frau Madame Ngô Đình Nhu galten als Hauptursache für die politischen Probleme in Südvietnam. Das nicht schlüssige Ergebnis der Expedition von Krulak und Mendenhall führte zu einer Nachfolgemission, der McNamara-Taylor-Mission.